# Drag-On
 Drag-On, właśc. Melvin Jason Smalls (ur. 8 lutego 1979) – amerykański raper z Bronxu, dzielnicy Nowego Jorku. Jest byłym członkiem grupy Ruff Ryders. Mieszka w New Jersey.

## Kariera
Przed wydaniem swego pierwszego albumu, Drag-On występował na wielu albumach związanych z rapem: np. trzech albumach DMX'a, na "Ryde or Die Vol. 1" Ruff Ryders (jeden z utworów na których wystąpił, "Down Bottom" można usłyszeć między innymi w grach Washington Wizards, kiedy drużyna wygra), "The Professional", czy "The Great Ones Pt. 1" DJ-a Clue, "We Are the Streets" The Lox, "First Lady" Eve. W 2000 wydał swój pierwszy solowy album, Opposite of H2O. Płyta ta sprzedała się bardzo dobrze i osiągnęła wysokie miejsca na listach.
Drag-On wystąpił w filmach Mroczna dzielnica (2001), Cradle 2 the Grave (2003) z DMX-em i The Hustle (2003) z Edem Loverem i Dr. Dre. Na BET ukazywały się wywiady z nim.
W 2004 wydał Hell and Back, w którym pokazuje swój nowy hardcore’owy styl. Na tym albumie wspomina o swojej matce walczącej z rakiem, problemów członków jego rodziny z narkotykami, opuszczeniu przez ojca i życiu na ulicy.

## Projekty na przyszłość
Po dziesięciu latach z Ruff Ryders Drag-On zakłada wytwórnię, Hood Environment. Wytłumaczył, że powodem, dla którego zerwał kontrakt, był fakt, że w ciągu tych dziesięciu lat, wydał tylko dwa albumy. Drag-On jest szefem wytwórni Hood Environment i już ma kontrakt z nowymi członkami. 17 września 2007 roku wydał swój trzeci album Hood Environment.

## Dyskografia

### Albumy
| Informacje |
| --- |
| Opposite of H2O - Wydany: 28 marca 2000 - Billboard 200: #5 - Sprzedany (USA): N/A - Nagroda: Złota płyta - Single: "Spit These Bars", "Niggaz Die 4 Me", "What’s It All About"    |
| Ruff Ryders Presents – Drag-On - Wydany: 2002 - Billboard 200: N/A - Nagroda: Nie ma - Single:                                                                                     |
| Hell and Back - Wydany: 10 lutego 2004 - Billboard 200: #47 - Sprzedany (USA): 132,000 egzemplarzy - Nagroda: Nie ma - Single: "Put Your Drinks Down", "Bang Bang Boom", "Trouble" |
| Hood Environment - Wydany: 4 września 2007 - Billboard 200:N/A - Nagroda: N/A - Single: "Shoebox"                                                                                  |
| Say Hello to the Bad Guys - Wydany: 23 października 2007 - Billboard 200: - Nagroda: - Single:                                                                                     |

### Single
- (1999) – Spit These Bars
- (2000) – Niggaz Die 4 Me
- (2000) – What’s It All About
- (2003) – Tell Your Friends/The Race
- (2003) – Put Your Drinks Down
- (2003) – Bang Bang Boom
- (2006) – Shoe Box
- (2006) – Take the Lead (Wanna Ride) (Bone Thugs-n-Harmony & Wisin & Yandel feat. Drag-On, Fatman Scoop, and Melissa Jimenez; Take the Lead soundtrack)
- (2007) – Like My Style (prod. by Vinylz)

## Filmografia
- Mroczna dzielnica (2001)
- Cradle 2 the Grave (2003)
- The Hustle (2003)